# Zehra Demirhan
Zehra Demirhan (ur. 5 sierpnia 2001) – turecka zapaśniczka walcząca w stylu wolnym. Zajęła osiemnaste miejsce na mistrzostwach świata w 2022. 
Druga na ME U-23 w 2024 i trzecia w 2023. Trzecia na MŚ i ME juniorów w 2021. Trzecia na ME kadetów w 2016 roku.
Jej siostra Evin Demirhan, również jest zapaśniczką, dwukrotną olimpijką.